# Stevens Arch
Stevens Arch est une grande arche naturelle située dans le monument national de Grand Staircase-Escalante, dans l'Utah. Le pont a une portée de 67 mètres, ce qui en fait la quatorzième plus longue arche naturelle des États-Unis, mesurée par la Natural Arch and Bridge Society.
Stevens Arch est accessible par une randonnée aller-retour de 13 kilomètres.

## Géologie
L'arche est composée de grès de Navajo et se dresse au-dessus de la rivière Escalante, dans le canyon Escalante, à sa jonction avec le canyon Stevens, juste en amont de Coyote Gulch.

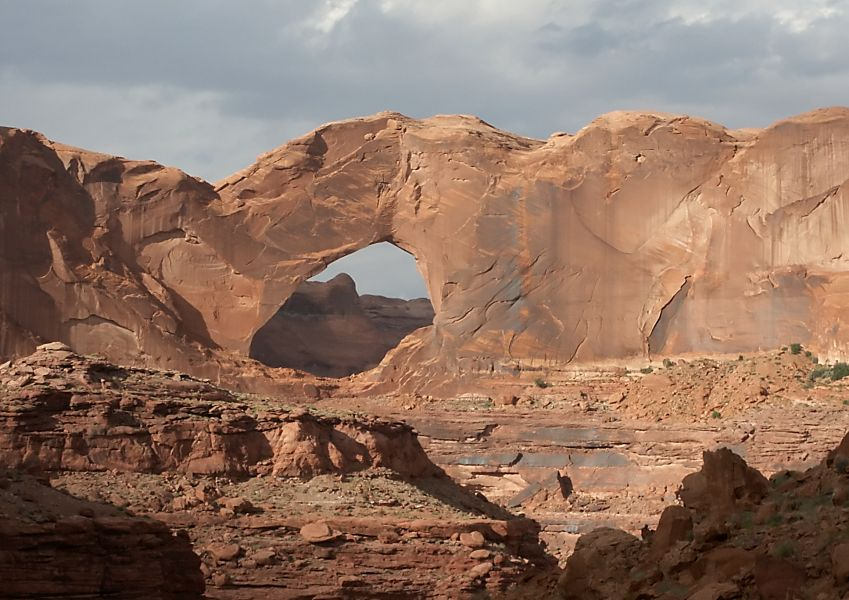
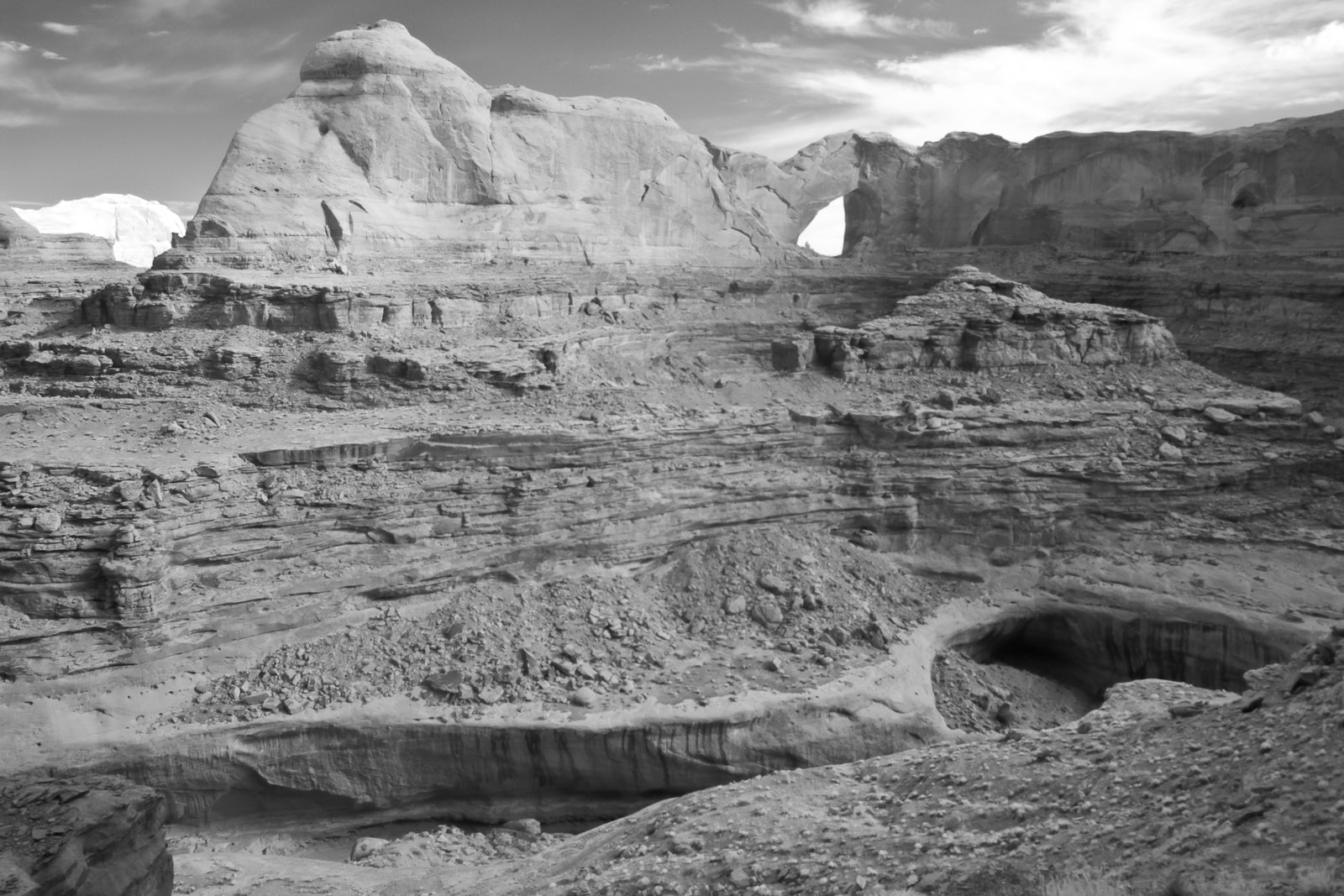